# Cassida veselyi
Cassida veselyi là một loài bọ cánh cứng trong họ Chrysomelidae. Loài này được Günther miêu tả khoa học năm 1958.